# منبسطات
المنبسطات (باللاتينية: Platyzoa) إحدى مجموعات الحيوانات أوليات الفم التي تتضمن شعبة الديدان المسطحة، هذه الشعبة مع شعب أخرى مجهرية حصرا تشكل فوق شعبة المنبسطات: 
- شعبة الديدان المسطحة Platyhelminthes
- شعبة شعريات البطن Gastrotricha
- شعبة الدوارات Rotifera
- شعبة مشوكات الرأس Acanthocephala
- شعبة ديدان فكية Gnathostomulida
- شعبة فكيات دقيقةMicrognathozoa

شعبة حاملات العجل يمكن أن تضم لفوق الشعبة هذه. الديدان المنبسطة وشعريات البطن تعتبر عديمات التجويف الجسمي acoelomate. في حين الشعب الأخرى لها تجويف جسمي كاذب pseudocoeloms وتتشارك بخاصيات وبنية الفك والبلعوم مع أن هذين الاثنين يكونان مفقودين في شوكيات الرأس الطفيلية.
البلاتيزوا تعتبر أقرباء لفوق شعبة العجلانيات اللوفوفورية وأحيانا تدرج ضمن هذه المجموعة. المجموعتين معا (منبسطات وعجلانيات لوفوفورية) لتشكلان معاً اللولبيات Spiralia.